# Lagarostrobos
Lagarostrobos is een geslacht van coniferen uit de familie Podocarpaceae. Het geslacht telt slechts een soort die voorkomt in het vochtige zuidwesten van het Australische eiland Tasmanië. 

## Soorten
- Lagarostrobos franklinii (Hook.f.) Quinn

Acmopyle · 
Afrocarpus · 
Dacrycarpus · 
Dacrydium · 
Falcatifolium · 
Halocarpus · 
Lagarostrobos · 
Lepidothamnus · 
Manoao · 
Microcachrys · 
Microstrobos · 
Nageia · 
Parasitaxus · 
Podocarpus · 
Prumnopitys · 
Retrophyllum · 
Saxegothaea · 
Sundacarpus